# Escadrille 9S
L’escadrille 9S est une escadrille de l'aéronautique navale française créée le 1er mai 1957  et dissoute le 31 août 2000.

## Historique
Créée en Indochine en 1950 sur la Base d'aéronautique navale de Cát Lái, l’escadrille 9S est dissoute le 1er avril 1952 après avoir reçu la Croix de guerre des Théâtres d'opérations extérieurs.
L’escadrille 9S est réarmée le 1er mai 1957 sur la BAN Lann-Bihoué avec trois Avro Lancaster [WU16, 27 et 41] équipés pour les missions outre-mer. Ils arrivent le 8 septembre 1957 en Nouvelle-Calédonie, résidence permanente de la 9S. En 1962 la dotation initiale est remplacée par trois autres Lancaster (WU-13, 15 et 21). Le 26 janvier 1963 le train d'atterrissage droit du Lancaster [WU21] s’efface à l’atterrissage à Wallis ; l'avion est réformé sur place. En 1964, les 2 derniers Lancaster de l'aviation navale française sont finalement remplacés par deux Douglas DC-4 (49148 et 10454). L'escadrille 9S est dissoute le 1er janvier 1969, redésignée Section de Liaison de Nouvelle-Calédonie (SLNC), qui ne dispose plus que d’un seul DC-4.
L’escadrille 9S est recréée le 1er mai 1975 en Nouvelle-Calédonie, et la BAN Tontouta créée le 1er avril 1976. La 9S dispose alors de 2 DC-3, d’un DC-4 et d’un Lockheed P2V-7 Neptune. Le DC-4 percuta de nuit le Mont Kokotéra le 21 janvier 1982 (7 tués). Le P2V-7 Neptune no 330 immobilisé à Hihifo, Wallis, le 4 juillet 1984, à la suite d'une panne de moteur est réformé sur place. Heureusement, deux Falcon 200 Gardian avaient quitté la base aérienne 125 Istres-Le Tubé  le même jour pour Nouméa. Ils arrivent les 10 juillet (no 65) et 12 juillet (no 77).
L’escadrille 9S est définitivement dissoute le 31 août 2000, missions et moyens étant repris par la nouvelle flottille 25F, basée sur la base aérienne 190 Tahiti-Faa'a, qui maintient un détachement de deux Falcon 200 Gardian à la base aérienne 186 Nouméa.

## Bases
- BAN Tontouta (mai 1957-septembre 2000)

## Appareils
- Morane-Saulnier MS.500 Criquet (août 1957-1964)
- Avro Lancaster Mk VII (août 1957-1964)
- Douglas C-54 Skymaster (1964-mai 1975)
- Douglas C-47D Dakota (janvier 1969-mai 1975)
- Lockheed P2V-7S Neptune (mai 1975-juillet 1984)
- Falcon 200 Gardian (juillet 1984-septembre 2000)